# Théâtre de l’Odéon
Théâtre national de l’Odéon, od marca 1990 przemianowany na Odéon–Théâtre de l’Europe – teatr publiczny znajdujący się na placu de l’Odéon w 6. dzielnicy Paryża, otwarty w 1782 roku dla zespołu Teatru Francuskiego.
W 1767 roku markiz de Marigny zwrócił się do Marie-Josepha Peyre’a i Charles’a de Wailly o przygotowanie projektu nowej sali dla Teatru Francuskiego. Decyzją Rady Królewskiej obiekt miał zostać wzniesiony na terenie ogrodu pałacowego książąt Condé. Budowa została rozpoczęta w 1779 roku, a zakończona na początku 1782 roku. W lutym tego roku zainstalował się w budynku zespół Komedii Francuskiej, a 7 kwietnia królowa Maria Antonina dokonała uroczystej inauguracji teatru. 27 kwietnia 1784 roku odbyła się w Odeonie premiera Wesela Figara Beaumarchais’go.
Dekretem z lipca 1789 Zgromadzenie Narodowe zmieniło nazwę teatru na Théâtre de la Nation. Zakaz nałożony przez króla Ludwika XVI na przedstawienie Marie-Josepha Chéniera Karol IX doprowadził do podziału zespołu aktorskiego na stronników króla i republiki i do przejścia tych ostatnich po przewodem Talmy do Théâtre de la République, mieszczącego się w Palais-Royal. Zamknięty w okresie Terroru, teatr został ponownie otwarty 27 czerwca 1794 jako Théâtre de l’Égalité. Do nazwy Odeon powrócono 13 lipca 1796. 18 marca 1799 pożar strawił budynek Odeonu.
Budynek został wiernie odtworzony przez architekta Jean-François Chalgrina i otwarty w 1808 pod nazwą Théâtre de Sa Majesté l’Impératrice et Reine. Kolejny pożar zniszczył salę teatralną 20 marca 1818.
Odbudowany przez Thomasa Pierre’a Baragueya, pomocnika Chalgrina. Otwarty w 1819 roku stał się drugą siedzibą Komedii Francuskiej, jako Second Théâtre-Français. W 1827 roku był miejscem tryumfu zespołu angielskiego wystawiającego sztuki Szekspira. Podczas rewolucji lipcowej w 1830 roku stał się ośrodkiem aktywności młodzieży rewolucyjnej.